# Melvin Burkhart
Melvin Burkhart (16 de febrero de 1907, Atlanta, Georgia–8 de noviembre de 2001, Sun City, Florida) fue  un artista del ilusionismo conocido como  el Bloque Humano por su acto de introducir clavos, tornillos y similares en su nariz con un martillo. Fue presentado también como Melvin el Dos Caras, debido a su capacidad de mostrar expresiones faciales diferentes a un tiempo en cada lado de la cara, y como Melvin la Maravilla Anatómica por sus capacidades como contorsionista. También actuaba como mago, tragasables, tragafuego, y actos con una silla eléctrica o serpientes.
Clavarse objetos punzantes en la nariz ya era una rutina propia de los faquires, pero fue Burkhart quien la refinó y popularizó en los espectáculos circenses. Fue uno de los últimos artistas famosos de feria y carnaval clásicos en morir, junto con Percilla la Chica Mono y Jeanie Tomaini la Medio Chica.

## Biografía
Clarence Melvin Burkhart nació en Atlanta el 16 de febrero de 1907 y creció en varios lugares del sur de EE. UU., principalmente Nueva Orleans. Dejó la escuela y se trasladó a Louisville, Kentucky donde trabajó como jornalero en el campo de día y en salas de burlesque por la noche. A los veinte años, se unió a un pequeño circo de una pista, el Mr. Leroy Easter's Traveling Family Circus, como contorsionista. En 1934, entró al Ringling Brothers and Barnum & Bailey Circus realizando cinco actos. Más tarde, se unió al James E. Straits Shows, presentando las actuaciones y proporcionando la mayoría de los actos, mientras en la temporada baja solía actuar en el Hubert Museum de Nueva York. Permaneció  en el Straits Shows durante más de treinta años, donde ideó el truco del bloque humano y también presentaba y se hizo amigo del fenómeno William Durks.
Finalmente se mudó a Coney Island USA Sideshow by the Seashore donde terminó con más de ochenta años su larga y prestigiosa carrera, aunque continuó entreteniendo a turistas y periodistas con sus trucos hasta su fallecimiento porque amaba divertir y sorprender al público. Murió el 8 de noviembre de 2001 a los 94 años, sobreviviéndole su esposa, tres hijos y varios nietos.